# 1092
Il 1092 (MXCII in numeri romani) è un anno bisestile dell'XI secolo.

## Eventi
- 9 maggio - Consacrazione della Cattedrale di Lincoln
- 15 maggio - Matrimonio di Filippo I di Francia e Bertrada di Montfort
- Michele IV succede a Cirillo II come papa copto.
- L'imperatore Alessio I Comneno vara una riforma monetaria.
- Ruggero Borsa sposa Adela di Fiandra, figlia di Roberto I conte di Fiandra e vedova di Canuto IV, re di Danimarca.
- Berthold II diventa duca di Svevia.
- Ruggero I di Sicilia sbarca a Malta ed espelle i Saraceni.
- Kilij Arslan I diventa sultano di Iconio
- Guiberto I succede a Guglielmo III come vescovo di Torino.

### Per Argomento

#### Religione
- Il duomo di Pisa passa a essere Primaziale sotto l'arcivescovo Daiberto

## Nati
- 18 novembre - Adelaide di Savoia, regina († 1154)
- Abraham ibn ‛Ezra, astrologo spagnolo († 1167)
- Pietro il Venerabile, abate, santo e teologo francese († 1156)
- Al-Mustarshid, califfo arabo († 1135)

## Morti
- 14 gennaio - Vratislao II di Boemia, nobile boemo
- 6 giugno - Cirillo II di Alessandria, arcivescovo cristiano orientale egiziano
- 6 settembre - Corrado I di Boemia, sovrano boemo
- 18 settembre - Giordano d'Altavilla, condottiero normanno
- 14 ottobre - Nizam al-Mulk, scrittore persiano (n. 1018)
- 19 novembre - Malik Shah I, sovrano (n. 1055)
- Abu l-Qasim, politico persiano
- Ermengol IV d'Urgell, conte
- Filareto Bracamio, generale bizantino
- Guglielmo III, vescovo italiano

## Calendario
| Calendario 1092 | Calendario 1092 | Calendario 1092 | Calendario 1092 | Calendario 1092 | Calendario 1092 | Calendario 1092 | Calendario 1092 | Calendario 1092 | Calendario 1092 | Calendario 1092 | Calendario 1092 | Calendario 1092 | Calendario 1092 | Calendario 1092 | Calendario 1092 | Calendario 1092 | Calendario 1092 | Calendario 1092 | Calendario 1092 | Calendario 1092 | Calendario 1092 | Calendario 1092 | Calendario 1092 | Calendario 1092 | Calendario 1092 | Calendario 1092 | Calendario 1092 | Calendario 1092 | Calendario 1092 | Calendario 1092 | Calendario 1092 | Calendario 1092 |
| --------------- | --------------- | --------------- | --------------- | --------------- | --------------- | --------------- | --------------- | --------------- | --------------- | --------------- | --------------- | --------------- | --------------- | --------------- | --------------- | --------------- | --------------- | --------------- | --------------- | --------------- | --------------- | --------------- | --------------- | --------------- | --------------- | --------------- | --------------- | --------------- | --------------- | --------------- | --------------- | --------------- |
|                 | 1               | 2               | 3               | 4               | 5               | 6               | 7               | 8               | 9               | 10              | 11              | 12              | 13              | 14              | 15              | 16              | 17              | 18              | 19              | 20              | 21              | 22              | 23              | 24              | 25              | 26              | 27              | 28              | 29              | 30              | 31              |                 |
| Gennaio         | Gi              | Ve              | Sa              | Do              | Lu              | Ma              | Me              | Gi              | Ve              | Sa              | Do              | Lu              | Ma              | Me              | Gi              | Ve              | Sa              | Do              | Lu              | Ma              | Me              | Gi              | Ve              | Sa              | Do              | Lu              | Ma              | Me              | Gi              | Ve              | Sa              |                 |
| Febbraio        | Do              | Lu              | Ma              | Me              | Gi              | Ve              | Sa              | Do              | Lu              | Ma              | Me              | Gi              | Ve              | Sa              | Do              | Lu              | Ma              | Me              | Gi              | Ve              | Sa              | Do              | Lu              | Ma              | Me              | Gi              | Ve              | Sa              | Do              |                 |                 |                 |
| Marzo           | Lu              | Ma              | Me              | Gi              | Ve              | Sa              | Do              | Lu              | Ma              | Me              | Gi              | Ve              | Sa              | Do              | Lu              | Ma              | Me              | Gi              | Ve              | Sa              | Do              | Lu              | Ma              | Me              | Gi              | Ve              | Sa              | Do              | Lu              | Ma              | Me              |                 |
| Aprile          | Gi              | Ve              | Sa              | Do              | Lu              | Ma              | Me              | Gi              | Ve              | Sa              | Do              | Lu              | Ma              | Me              | Gi              | Ve              | Sa              | Do              | Lu              | Ma              | Me              | Gi              | Ve              | Sa              | Do              | Lu              | Ma              | Me              | Gi              | Ve              |                 |                 |
| Maggio          | Sa              | Do              | Lu              | Ma              | Me              | Gi              | Ve              | Sa              | Do              | Lu              | Ma              | Me              | Gi              | Ve              | Sa              | Do              | Lu              | Ma              | Me              | Gi              | Ve              | Sa              | Do              | Lu              | Ma              | Me              | Gi              | Ve              | Sa              | Do              | Lu              |                 |
| Giugno          | Ma              | Me              | Gi              | Ve              | Sa              | Do              | Lu              | Ma              | Me              | Gi              | Ve              | Sa              | Do              | Lu              | Ma              | Me              | Gi              | Ve              | Sa              | Do              | Lu              | Ma              | Me              | Gi              | Ve              | Sa              | Do              | Lu              | Ma              | Me              |                 |                 |
| Luglio          | Gi              | Ve              | Sa              | Do              | Lu              | Ma              | Me              | Gi              | Ve              | Sa              | Do              | Lu              | Ma              | Me              | Gi              | Ve              | Sa              | Do              | Lu              | Ma              | Me              | Gi              | Ve              | Sa              | Do              | Lu              | Ma              | Me              | Gi              | Ve              | Sa              |                 |
| Agosto          | Do              | Lu              | Ma              | Me              | Gi              | Ve              | Sa              | Do              | Lu              | Ma              | Me              | Gi              | Ve              | Sa              | Do              | Lu              | Ma              | Me              | Gi              | Ve              | Sa              | Do              | Lu              | Ma              | Me              | Gi              | Ve              | Sa              | Do              | Lu              | Ma              |                 |
| Settembre       | Me              | Gi              | Ve              | Sa              | Do              | Lu              | Ma              | Me              | Gi              | Ve              | Sa              | Do              | Lu              | Ma              | Me              | Gi              | Ve              | Sa              | Do              | Lu              | Ma              | Me              | Gi              | Ve              | Sa              | Do              | Lu              | Ma              | Me              | Gi              |                 |                 |
| Ottobre         | Ve              | Sa              | Do              | Lu              | Ma              | Me              | Gi              | Ve              | Sa              | Do              | Lu              | Ma              | Me              | Gi              | Ve              | Sa              | Do              | Lu              | Ma              | Me              | Gi              | Ve              | Sa              | Do              | Lu              | Ma              | Me              | Gi              | Ve              | Sa              | Do              |                 |
| Novembre        | Lu              | Ma              | Me              | Gi              | Ve              | Sa              | Do              | Lu              | Ma              | Me              | Gi              | Ve              | Sa              | Do              | Lu              | Ma              | Me              | Gi              | Ve              | Sa              | Do              | Lu              | Ma              | Me              | Gi              | Ve              | Sa              | Do              | Lu              | Ma              |                 |                 |
| Dicembre        | Me              | Gi              | Ve              | Sa              | Do              | Lu              | Ma              | Me              | Gi              | Ve              | Sa              | Do              | Lu              | Ma              | Me              | Gi              | Ve              | Sa              | Do              | Lu              | Ma              | Me              | Gi              | Ve              | Sa              | Do              | Lu              | Ma              | Me              | Gi              | Ve              |                 |